# バッタ科
バッタ科（バッタか、Acrididae）は、昆虫綱バッタ目バッタ亜目の下にある科であり、1万種余りが知られている。バッタ目の中でも中心を占める科である。群生して蝗害をもたらすバッタの全てがバッタ科に属する（ただし、全てのバッタ科が群生行動するわけではない）。バッタ科のバッタは比較的短くて太い触角を持ち、鼓膜 (Tympanal organ) が腹部の両脇にある。
トノサマバッタ亜科 (Oedipodinae) は、Acrididae超科の下として、独立した科として扱われることもある。

## 亜科と属
属する属は多く、ITIS "Catalogue of Life: 2008 Annual Checklist"には1376属が登録されている。
- Acridinae ショウリョウバッタ亜科
  - Acrida cinerea ショウリョウバッタ
  - Stethophyma magister ツマグロバッタ
- Calliptaminae
- Oxyinae イナゴ亜科
  - Oxya japonica ハネナガイナゴ
  - Oxya yezoensis コバネイナゴ
- Cyrtacanthacridinae ツチイナゴ亜科
  - Patanga japonica ツチイナゴ
  - Schistocerca gregaria サバクトビバッタ
- Eyprepocnemidinae
  - Shirakiacris shirakii セグロイナゴ
- Gomphocerinae ヒナバッタ亜科
  - Chorthippus biguttulus ヒナバッタ
  - Dociostaurus maroccanus モロッコトビバッタ
  - Gonista bicolor ショウリョウバッタモドキ
  - Mongolotettix japonicus ナキイナゴ
- Melanoplinae フキバッタ亜科
  - Melanoplus spretus ロッキートビバッタ
- Oedipodinae トノサマバッタ亜科
  - Aiolopus thalassinus tamulus マダラバッタ
  - Chortoicetes terminifera オーストラリアトビバッタ
  - Gastrimargus marmoratus クルマバッタ
  - Locusta migratoria トノサマバッタ
  - Oedaleus infernalis クルマバッタモドキ
  - Trilophidia japonica イボバッタ